# Robur-le-Conquérant
Robur-le-Conquérant est un roman d'anticipation de Jules Verne, paru en 1886.

## Historique
Le roman paraît d'abord en feuilleton dans le Journal des débats politiques et littéraires, du 29 juin au 18 août 1886, puis en volume la même année chez Hetzel.
Robur-le-Conquérant possède une suite, Maître du monde, publié en 1904.

## Début

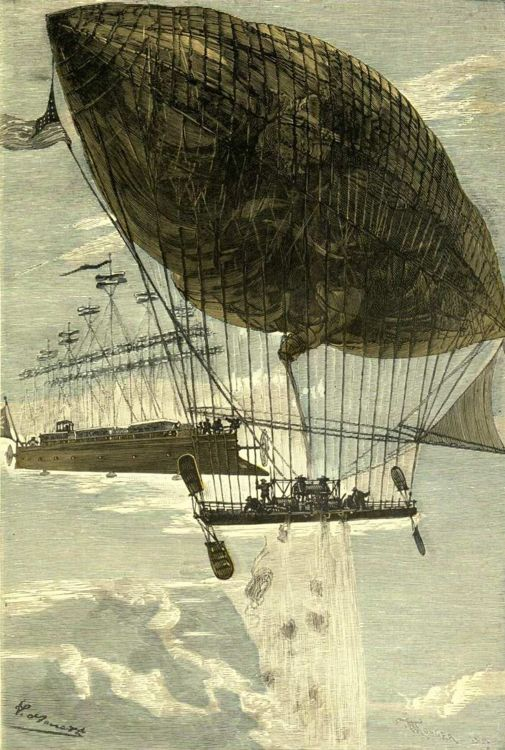
Le combat du plus lourd contre le plus léger que l'air. LAlbatros rejoignit le Go ahead.

Uncle Prudent et Phil Evans sont respectivement président et secrétaire du Weldon-Institute de Philadelphie, mais aussi d'intimes ennemis. Le Weldon-Institute est un club rassemblant tous ceux qui pouvaient s'intéresser à l'aérostatique, « mais amateurs enragés et particulièrement ennemis de ceux qui veulent opposer aux aérostats les appareils plus lourds que l'air ». Ces « ballonistes » en sont à se disputer la meilleure manière de diriger un aérostat, lorsqu'un homme, Robur, fait irruption dans la salle de séance du Weldon-Institute : il provoque la fureur de ses membres en disant que l'avenir appartient non pas aux ballons, mais aux machines volantes. Pour prouver ses dires, il enlève Prudent et Evans et les embarque sur l'Albatros, une machine volante digne du Nautilus. Robur commence un périple autour du monde, prouvant à Prudent et Evans qu'une machine volante mue par l'électricité se contrôle beaucoup mieux qu'un ballon gonflant.

## Thème

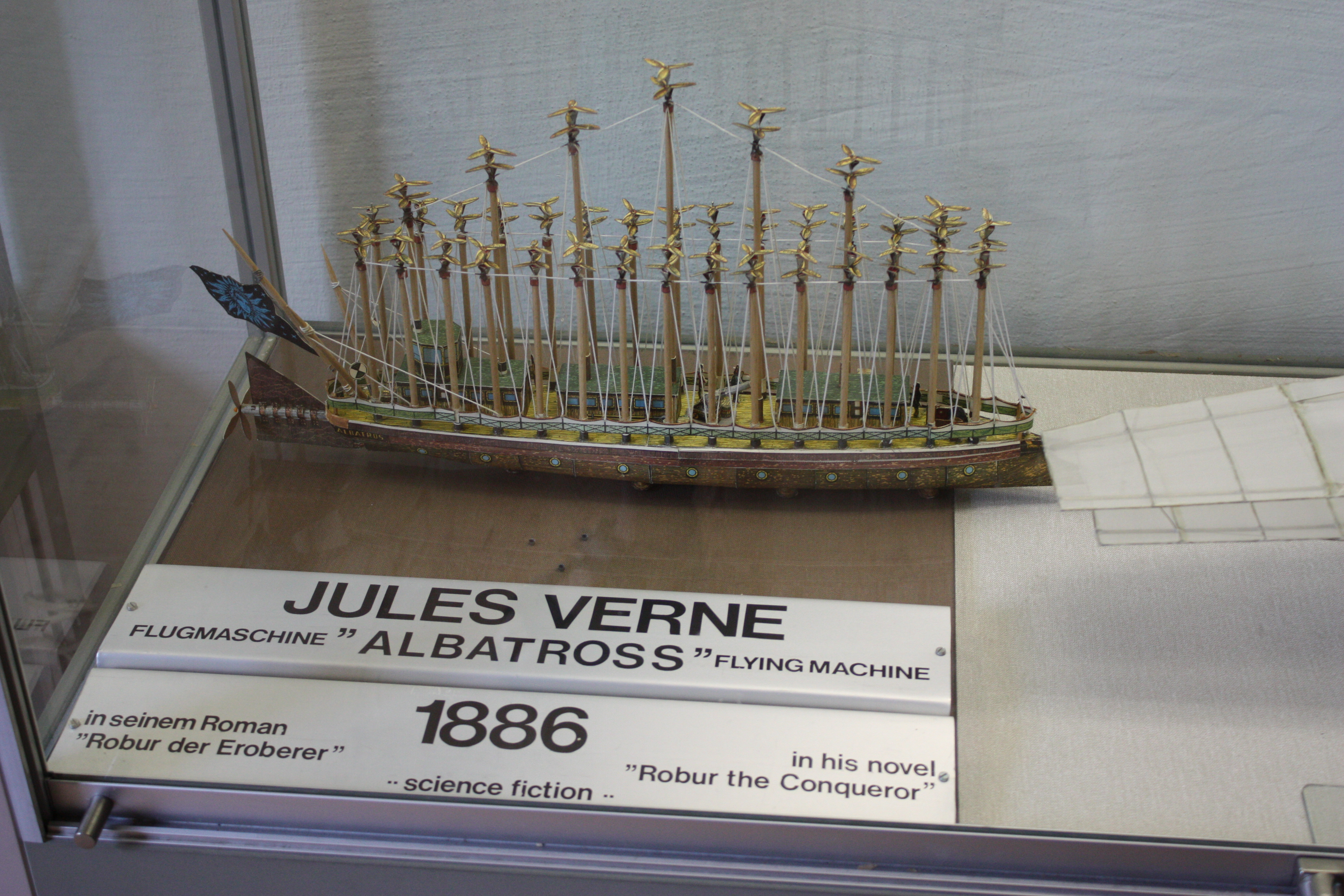
L'Albatros, maquette du navire volant imaginaire du roman.

L'histoire est construite sur le même thème que Vingt mille lieues sous les mers : trois membres d'un club aéronautique américains sont enlevés par un mystérieux personnage qui leur fait traverser le monde à bord d'une gigantesque machine volante à voilure tournante.
Jules Verne entre avec ce roman dans la querelle du « plus léger que l'air » contre le « plus lourd que l'air », sans cacher son affection pour le second parti. L'auteur en écrira une suite : Maître du monde.

## Personnages

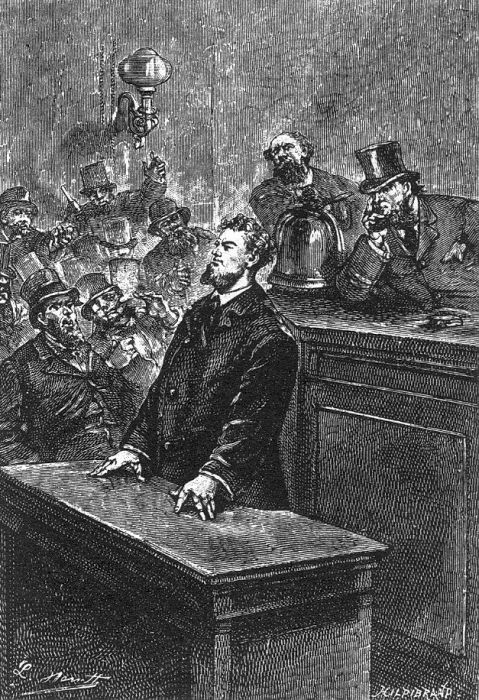
Robur défie les membres du Weldon-Institute.
Illustration de Léon Benett.

- Robur, dit « Robur-le-Conquérant »[2]. Âgé de 40 ans, c'est un ingénieur sans nationalité connue (tout comme le capitaine Nemo de Vingt mille lieues sous les mers, personnage avec qui il entretient de nombreuses similitudes). Il est l'inventeur de l'Albatros, un engin plus lourd que l'air. Sa description physique correspond à celle d'une force de la nature : « Une taille moyenne, avec une carrure géométrique - ce que serait un trapèze régulier, dont le plus grand des côtés parallèles était formé par la ligne des épaules. Sur cette ligne, rattachée par un cou robuste, une énorme tête sphéroïdale. À quelle tête d'animal eût-elle ressemblé pour donner raison aux théories de l'Analogie passionnelle ? À celle d'un taureau, mais un taureau à face intelligente[3]. » L'étymologie du nom Robur renvoie à un terme latin désignant un chêne et évoquant la force, la vigueur, qui donne en français l'adjectif robuste et en espagnol le mot roble désignant le chêne pédonculé dont le nom savant est quercus robur.[4]
- Uncle Prudent, président du Weldon-Institute. De nationalité américaine, âgé de 45 ans. Très riche, puisqu'il possède une grande partie des actions du Niagara-Falls. D'un entêtement sans pareil, il ne jure que par le « plus léger que l'air » et dirige la construction du Go a head, un ballon énorme.
- Phil Evans, secrétaire du Weldon-Institute. 45 ans, tout comme Uncle Prudent, à qui il voue une farouche inimitié, depuis que ce dernier lui a ravi le poste de président, pour très peu de chose. Directeur de la Walton Watch Company, importante usine de montres.
- Frycollin, noir originaire de la Caroline du Sud, âgé de 21 ans. Valet d'Uncle Prudent. Grimacier, gourmand, paresseux et surtout d'une poltronnerie superbe.
- Tom Turner, contremaître de Robur. 45 ans environ[5].
- François Tapage, maître-coq à bord de l'Albatros, Français d'origine gasconne.
- Jem Cip, trésorier du Weldon-Institute, ainsi décrit : « Jem Cip était un végétarien convaincu, autrement dit, un de ces légumistes, de ces proscripteurs de toute nourriture animale, de toutes liqueurs fermentées, moitié brahmanes, moitié musulmans, un rival des Niewman, des Pitman, des Ward, des Davie, qui ont illustré la secte de ces toqués inoffensifs[6]. »
- William T. Forbes, membre du Weldon-Institute[7].
- Miss Dorothée Forbes, dite « Doll », fille de William T. Forbes.
- Miss Martha Forbes, dite « Mat », fille de William T. Forbes.
- Truk Milnor, membre du Weldon-Institute.
- Bat Fyn, membre du Weldon-Institute.
- Harry W. Tinder, le plus célèbre aéronaute des États-Unis. Il est chargé de construire le Go a head.

## Adaptation

### Adaptation cinématographique
- Le Maître du monde (1961), adaptation cinématographique de William Witney des romans Robur-le-Conquérant et Maître du monde.

### Adaptation en BD
- Robur (2003-2007), une trilogie de bande dessinée de Randy et Jean-Marc Lofficier (scénario) et Gil Formosa (dessin).
- Robur-le-Conquérant, adapté en bande dessinée en 2017 aux éditions Le sphinx des glaces
  - Scénario et dialogues : Marc Jakubowski.
  - Dessins : Éric Rückstühl.
  - 3e titre de la collection Jules Verne et ses Voyages.